# فرانک اوانس
فرانک اوانس (انگلیسی: Frank Evans؛ ‏ ۱۸۴۹ – ۱۱ مارس ۱۹۳۴) بازیگر اهل ایالات متحده آمریکا بود.
از فیلم‌هایی که وی در آن نقش داشته‌است، می‌توان به محتکر گندم، تجربه، بیداری او و در ایتالیای کوچک اشاره کرد.